# バカリズムの30分ワンカット紀行
『バカリズムの30分ワンカット紀行』（バカリズムの30ぷんワンカットきこう）は、BSテレ東にて2017年4月3日から2020年9月19日まで放送されていた日本のバラエティ番組。

## 番組概要
1台のステディカムで、テーマの街や施設の様子をワンカットの長回しで撮影し
それを編集せず（※早回し編集はあり）に、全編ノーカットで放送する超実験型の街ブラ番組
。
MCのバカリズムと女性アシスタントが、スタジオ（主にテレ東試写室）で、VTR鑑賞しコメントする。
1発本番撮影のために、事前に長期のロケハン・綿密な段取りや仕込み・リハーサルを敢行する
。
VTRの出演者は、基本的にその街の住人・関係者が番組に協力し芝居を含めたガイドをする。
中盤からは、ラッパー・お笑い芸人・大学のアナウンサー部などの、常連ゲストが増えていった。
番組の構成は、OPトーク（主にバカリズムがアシスタントに質問する）→本編→ワンカット紀行撮影ウラ話→番組提供（出演者集合写真）→ED.ワンカット紀行メイキングの順で進行する。
2017年4月3日.BSジャパン毎週月曜 23:30～24:00の枠で番組がスタート、画期的な番組構成にテレビ業界で話題になる。　
2017年9月16日の「鎌倉から江の島まで120分ワンカットSP」で番組初の2時間スペシャルを放送。
2018年4月3日からは、放送時間を変更し、アシスタントも内田理央から畠山愛理に変わった
。
2020年4月3日からは、アシスタントが角谷暁子（テレビ東京アナウンサー）に交代、新型コロナウイルスの影響で、野外ロケ中止の間は、総集編や、リモートワンカット紀行を放送した。
2020年9月19日の「秋の1時間ラストに衝撃の展開SP」で約3年半（全169回）の放送が終了した。

## 出演者

### MC
- バカリズム

### アシスタント
- 内田理央（2017年4月 - 2018年3月）
- 畠山愛理（2018年4月 - 2020年3月）[5]
- 角谷暁子（テレビ東京アナウンサー、2020年4月 - 9月）

## 放送リスト
| 2017年度 | 2017年度                                         | 2017年度       | 2017年度 |
| 放送回数 | タイトル                                         | 放送日         | 備考     |
| -------- | ------------------------------------------------ | -------------- | -------- |
| 第1回    | 杉並区「西荻窪」をワンカット撮影                 | 2017年4月3日   |          |
| 第2回    | 台東区「谷中」をワンカット撮影                   | 2017年4月10日  |          |
| 第3回    | 世田谷区「下北沢」をワンカット撮影               | 2017年4月17日  |          |
| 第4回    | 中央区「月島」をワンカット撮影                   | 2017年4月24日  |          |
| 第5回    | 目黒区「学芸大学」をワンカット撮影               | 2017年5月1日   |          |
| 第6回    | 武蔵野市「吉祥寺」をワンカット撮影               | 2017年5月8日   |          |
| 第7回    | 武蔵野市「夜の吉祥寺」をワンカット撮影           | 2017年5月15日  |          |
| 第8回    | 世田谷区「経堂」をワンカット撮影                 | 2017年5月22日  |          |
| 第9回    | 大田区「蒲田」をワンカット撮影                   | 2017年5月29日  |          |
| 第10回   | 江東区「門前仲町」をワンカット撮影               | 2017年6月5日   |          |
| 第11回   | 豊島区「巣鴨」をワンカット撮影                   | 2017年6月12日  |          |
| 第12回   | 杉並区「高円寺」をワンカット撮影                 | 2017年6月19日  |          |
| 第13回   | 世田谷区「三軒茶屋」をワンカット撮影             | 2017年6月26日  |          |
| 第14回   | 赤羽編メイキング映像を大公開                     | 2017年7月3日   | [ 注 3 ] |
| 第15回   | 北区「赤羽」をワンカット撮影                     | 2017年7月10日  |          |
| 第16回   | 葛飾区「柴又」をワンカット撮影                   | 2017年7月17日  |          |
| 第17回   | 千代田区神田「神保町」をワンカット撮影           | 2017年7月24日  |          |
| 第18回   | 豊島区「駒込」をワンカット撮影                   | 2017年7月31日  |          |
| 第19回   | 江東区「清澄白河」をワンカット撮影               | 2017年8月7日   |          |
| 第20回   | 中央区「人形町」をワンカット撮影                 | 2017年8月14日  |          |
| 第21回   | 足立区「北千住」をワンカット撮影                 | 2017年8月21日  |          |
| 第22回   | 渋谷区「奥渋谷」をワンカット撮影                 | 2017年8月28日  |          |
| 第23回   | 港区「麻布十番」をワンカット撮影                 | 2017年9月4日   |          |
| 第24回   | 2時間SP 直前予習編                               | 2017年9月11日  | [ 注 4 ] |
| 第25回   | 鎌倉から江の島まで120分ワンカットSP              | 2017年9月16日  | [ 注 5 ] |
| 第26回   | 鎌倉〜江の島120分ワンカットの裏側公開SP          | 2017年9月18日  |          |
| 第27回   | 目黒区「自由が丘」をワンカット撮影               | 2017年9月25日  |          |
| 第28回   | 渋谷区「千駄ヶ谷」をワンカット撮影               | 2017年10月2日  |          |
| 第29回   | 池袋 「サンシャイン水族館」をワンカット撮影      | 2017年10月9日  |          |
| 第30回   | 渋谷区「広尾」をワンカット撮影                   | 2017年10月16日 |          |
| 第31回   | 新宿区「高田馬場」をワンカット撮影               | 2017年10月23日 |          |
| 第32回   | 港区「新虎」をワンカット撮影                     | 2017年10月30日 |          |
| 第33回   | 藤沢市「江の島」をワンカット撮影                 | 2017年11月6日  |          |
| 第34回   | 港区「ニュー新橋ビル」をワンカット撮影           | 2017年11月13日 |          |
| 第35回   | 新宿区「神楽坂」をワンカット撮影                 | 2017年11月20日 |          |
| 第36回   | 北区「十条」をワンカット撮影                     | 2017年11月27日 |          |
| 第37回   | 千代田区「秋葉原」をワンカット撮影               | 2017年12月4日  |          |
| 第38回   | 港区「明治学院大学」をワンカット撮影             | 2017年12月11日 |          |
| 第39回   | ワンカット紀行アワード2017 前編                  | 2017年12月18日 |          |
| 第40回   | ワンカット紀行アワード2017 後編                  | 2017年12月25日 |          |
| 第41回   | 2018年!朝までワンカット紀行SP                    | 2018年1月1日   | [ 注 6 ] |
| 第42回   | 「成田山新勝寺」をワンカット撮影                 | 2018年1月8日   |          |
| 第43回   | 渋谷区「代々木上原」をワンカット撮影             | 2018年1月15日  |          |
| 第44回   | 台東区「蔵前」をワンカット撮影                   | 2018年1月22日  |          |
| 第45回   | 台東区「浅草花やしき」をワンカット撮影           | 2018年2月5日   |          |
| 第46回   | 東京都唯一の村「檜原村」をワンカット撮影         | 2018年2月12日  | [ 注 7 ] |
| 第47回   | 中野区「中野ブロードウェイ」をワンカット撮影     | 2018年2月19日  |          |
| 第48回   | 東京都唯一の村「檜原村」をワンカット撮影 Part II | 2018年3月5日   | [ 注 7 ] |
| 第49回   | 目黒区「中目黒」をワンカット撮影                 | 2018年3月12日  |          |
| 第50回   | 秘蔵トーク＆豪華ゲスト登場!名場面SP              | 2018年3月19日  |          |

| 2018年度 | 2018年度                                             | 2018年度       | 2018年度 |
| 放送回数 | タイトル                                             | 放送日         | 備考     |
| -------- | ---------------------------------------------------- | -------------- | -------- |
| 第51回   | 千葉「銚子電鉄沿線」でリアル30分ワンカット紀行       | 2018年4月6日   | [ 注 7 ] |
| 第52回   | 新宿区「新大久保」でリアル30分ワンカット紀行         | 2018年4月13日  | [ 注 7 ] |
| 第51回   | 千葉県「銚子電鉄沿線」でリアル30分ワンカット紀行     | 2018年4月6日   |          |
| 第52回   | 新宿区「新大久保」でリアル30分ワンカット紀行         | 2018年4月13日  |          |
| 第53回   | 千葉県「銚子漁港」でリアル30分ワンカット紀行         | 2018年4月20日  |          |
| 第54回   | 千葉県「銚子電鉄“観音駅”」でリアル30分ワンカット紀行 | 2018年4月27日  |          |
| 第55回   | 港区「東京タワー」をワンカット撮影                   | 2018年5月4日   |          |
| 第56回   | 品川区「戸越銀座商店街」をワンカット撮影             | 2018年5月11日  |          |
| 第57回   | 大田区「羽田空港国際線ターミナル」をワンカット撮影   | 2018年5月18日  |          |
| 第58回   | 台東区「谷中銀座」を“猫巡り”ワンカット撮影           | 2018年5月25日  |          |
| 第59回   | 渋谷区「裏原宿」をワンカット撮影                     | 2018年6月1日   |          |
| 第60回   | 埼玉県「大宮」でリアル30分ワンカット撮影             | 2018年6月8日   |          |
| 第61回   | 大宮「鉄道博物館」をワンカット撮影                   | 2018年6月15日  |          |
| 第62回   | 墨田区「両国」をワンカット撮影                       | 2018年6月22日  |          |
| 第63回   | 羽田空港「JAL工場見学」をワンカット撮影              | 2018年7月6日   |          |
| 第64回   | 世田谷区「下北沢駅北口」をワンカット撮影             | 2018年7月13日  |          |
| 第65回   | 世田谷区「松陰神社前」をワンカット撮影               | 2018年7月20日  |          |
| 第66回   | 世田谷区「日本女子体育大学」をワンカット撮影         | 2018年7月27日  |          |
| 第67回   | 文京区「本郷」をワンカット撮影                       | 2018年8月3日   |          |
| 第68回   | 横浜市「横浜中華街」をワンカット撮影                 | 2018年8月10日  |          |
| 第69回   | W杯日本戦の夜「横浜・野毛」をリアルワンカット撮影    | 2018年8月17日  |          |
| 第70回   | 足立区「西新井大師」をワンカット撮影                 | 2018年8月24日  |          |
| 第71回   | 船橋市「船橋競馬場」をワンカット撮影                 | 2018年8月31日  |          |
| 第72回   | 千代田区「神田須田町」をワンカット撮影               | 2018年9月7日   |          |
| 第73回   | 千代田区「有楽町・東京交通会館」をワンカット撮影     | 2018年9月14日  |          |
| 第74回   | 神奈川県「横須賀」をワンカット撮影                   | 2018年9月21日  |          |
| 第75回   | 埼玉県「川越」をワンカット撮影                       | 2018年10月5日  |          |
| 第76回   | 豪華客船「にっぽん丸」をワンカット撮影               | 2018年10月12日 |          |
| 第77回   | 中央区「築地場外市場」をワンカット撮影               | 2018年10月19日 |          |
| 第78回   | 千代田区「ビックカメラ有楽町店」をワンカット撮影     | 2018年10月26日 |          |
| 第79回   | 文京区「根津」をワンカット撮影                       | 2018年11月2日  |          |
| 第80回   | 台東区「浅草伝法院通り」をワンカット撮影             | 2018年11月9日  |          |
| 第81回   | 沖縄県「那覇市」をワンカット撮影                     | 2018年11月16日 |          |
| 第82回   | 沖縄県「巨大リゾートホテル」をワンカット撮影         | 2018年11月23日 |          |
| 第83回   | 沖縄県「世界遺産・首里城」をワンカット撮影           | 2018年11月30日 |          |
| 第84回   | 大人気温泉地「箱根湯本」をワンカット撮影             | 2018年12月7日  |          |
| 第85回   | 長寿の里「沖縄・大宜味村」をリアル30分ワンカット紀行 | 2018年12月14日 |          |
| 第86回   | 沖縄美ら海水族館をワンカット撮影                     | 2018年12月21日 |          |
| 第87回   | 2019新春特別編!撮影の裏側大公開SP                    | 2019年1月4日   |          |
| 第88回   | 台東区「合羽橋商店街」をワンカット撮影               | 2019年1月11日  |          |
| 第89回   | 横浜市「横浜中華街 第2弾」をワンカット撮影           | 2019年1月18日  |          |
| 第90回   | 品川区「五反田TOCビル」をワンカット撮影              | 2019年1月25日  |          |
| 第91回   | 江東区「スーパービバホーム豊洲店」をワンカット撮影   | 2019年2月1日   |          |
| 第92回   | 葛飾区「亀有」をワンカット撮影                       | 2019年2月8日   |          |
| 第93回   | 墨田区「東京スカイツリー」をワンカット撮影           | 2019年2月15日  |          |
| 第94回   | 世田谷区「二子玉川」をワンカット撮影                 | 2019年2月22日  |          |
| 第95回   | 江東区「砂町銀座商店街」をワンカット撮影             | 2019年3月1日   |          |
| 第96回   | 調布市「深大寺」をワンカット撮影                     | 2019年3月8日   |          |
| 第97回   | 千代田区「水道橋」をワンカット撮影                   | 2019年3月15日  |          |
| 第98回   | 春の特別編!撮影の裏側大公開SP                        | 2019年3月22日  |          |

| 2019年度 | 2019年度                                                                  | 2019年度       | 2019年度 |
| 放送回数 | タイトル                                                                  | 放送日         | 備考     |
| -------- | ------------------------------------------------------------------------- | -------------- | -------- |
| 第99回   | 「東急ハンズ新宿店」をワンカット撮影                                      | 2019年4月5日   |          |
| 第100回  | 鎌倉「小町通り」をワンカット撮影                                          | 2019年4月12日  |          |
| 第101回  | 目黒区「中目黒」をワンカット撮影                                          | 2019年4月19日  |          |
| 第102回  | 祝!100回記念「西荻窪」をSPワンカット撮影                                  | 2019年4月26日  |          |
| 第103回  | 新元号おめでとう！【浅草・熱海・修善寺・川越】新新新だらけの120分大紀行SP | 2019年5月2日   |          |
| 第104回  | 「120分大紀行SPの裏側」大公開                                             | 2019年5月3日   |          |
| 第105回  | 豊島区「池袋」をワンカット撮影                                            | 2019年5月10日  |          |
| 第106回  | 足立区「綾瀬」をワンカット撮影                                            | 2019年5月17日  |          |
| 第107回  | 特別編！2時間SP浅草編の裏側を大公開!                                      | 2019年5月24日  |          |
| 第108回  | 世田谷区「三軒茶屋」をワンカット撮影                                      | 2019年5月31日  |          |
| 第109回  | 新宿区「早稲田」をワンカット撮影                                          | 2019年6月7日   |          |
| 第110回  | さいたま市「大宮」をワンカット撮影                                        | 2019年6月14日  |          |
| 第111回  | 初夏の特別編! 撮影の裏側大公開SP                                          | 2019年6月21日  |          |
| 第112回  | 台東区「東上野」をワンカット撮影                                          | 2019年7月5日   |          |
| 第113回  | 千葉・舞浜「イクスピアリ」をワンカット撮影                                | 2019年7月12日  |          |
| 第114回  | 豊島区「大塚」をワンカット撮影                                            | 2019年7月19日  |          |
| 第115回  | 文豪ゆかりの街「三鷹」をワンカット撮影                                    | 2019年7月26日  |          |
| 第116回  | 千代田区「市ケ谷」をワンカット撮影                                        | 2019年8月2日   |          |
| 第117回  | 港区「南青山」をワンカット撮影                                            | 2019年8月9日   |          |
| 第118回  | 港区「外苑前」をワンカット撮影                                            | 2019年8月16日  |          |
| 第119回  | 渋谷区「笹塚」をワンカット撮影                                            | 2019年8月23日  |          |
| 第120回  | 世田谷区「三宿通り」をワンカット撮影                                      | 2019年8月30日  |          |
| 第121回  | 目黒区「目黒」をワンカット撮影                                            | 2019年9月6日   |          |
| 第122回  | 江東区「亀戸」をワンカット撮影                                            | 2019年9月13日  |          |
| 第123回  | 初秋の特別編！ 撮影の裏側大公開ＳＰ                                       | 2019年9月20日  |          |
| 第124回  | 足立区「北千住」をワンカット撮影                                          | 2019年10月4日  |          |
| 第125回  | 目黒区「学芸大学」をワンカット撮影                                        | 2019年10月11日 |          |
| 第126回  | 横浜市「横浜中華街 第3弾」をワンカット撮影                                | 2019年10月18日 |          |
| 第127回  | 豊島区「目白」をワンカット撮影                                            | 2019年10月25日 |          |
| 第128回  | 晩秋の特別編！撮影の裏側大公開ＳＰ                                        | 2019年11月1日  |          |
| 第129回  | 渋谷区「SHIBUYA109」をワンカット撮影                                      | 2019年11月15日 |          |
| 第130回  | 新宿区「百人町」をワンカット撮影                                          | 2019年11月22日 |          |
| 第131回  | 中野区「新井薬師」をワンカット撮影                                        | 2019年11月29日 |          |
| 第132回  | 中央区「八重洲地下街」をワンカット撮影                                    | 2019年12月6日  |          |
| 第133回  | 杉並区「代田橋・沖縄タウン」をワンカット撮影                              | 2019年12月13日 |          |
| 第134回  | 目黒区「目黒不動前」をワンカット撮影                                      | 2019年12月20日 |          |
| 第135回  | 福岡県「博多」をワンカット撮影                                            | 2020年1月10日  |          |
| 第136回  | 目黒区「自由が丘」をワンカット撮影                                        | 2020年1月17日  |          |
| 第137回  | 台東区「上野桜木」をワンカット撮影                                        | 2020年1月24日  |          |
| 第138回  | 真冬の特別編！撮影の裏側大公開ＳＰ                                        | 2020年1月31日  |          |
| 第139回  | 大阪府「大阪・新世界」をワンカット撮影                                    | 2020年2月7日   |          |
| 第140回  | 大阪府「大阪・難波」をワンカット撮影                                      | 2020年2月14日  |          |
| 第141回  | 目黒区「祐天寺」をワンカット撮影                                          | 2020年2月21日  |          |
| 第142回  | 港区「白金北里通り」をワンカット撮影                                      | 2020年2月28日  |          |
| 第143回  | 足立区「竹の塚」をワンカット撮影                                          | 2020年3月6日   |          |
| 第144回  | 「横浜・八景島シーパラダイス」をワンカット撮影                            | 2020年3月13日  |          |
| 第145回  | 春の特別編！撮影の裏側大公開SP                                            | 2020年3月20日  |          |
| 第146回  | 杉並区「荻窪」をワンカット撮影                                            | 2020年3月27日  |          |

| 2020年度 | 2020年度                                           | 2020年度      | 2020年度 |
| 放送回数 | タイトル                                           | 放送日        | 備考     |
| -------- | -------------------------------------------------- | ------------- | -------- |
| 第147回  | 台東区「浅草・奥山」をワンカット撮影               | 2020年4月3日  |          |
| 第148回  | 「目黒通り」をワンカット撮影                       | 2020年4月10日 |          |
| 第149回  | 荒川「日暮里」をワンカット撮影                     | 2020年4月17日 |          |
| 第150回  | 異国情緒あふれる「横浜・元町」をワンカット撮影     | 2020年4月24日 |          |
| 第151回  | 角谷アナがとりあえずワンカット紀行やってみた編     | 2020年5月1日  |          |
| 第152回  | ワンカット芸人オーディション                       | 2020年5月8日  |          |
| 第153回  | 名作エンディング特集！                             | 2020年5月15日 |          |
| 第154回  | 特別編！撮影の裏側大公開SP                         | 2020年5月22日 |          |
| 第155回  | リモートワンカット紀行                             | 2020年6月5日  |          |
| 第156回  | 気になるあの人、あの店何してるのSP                 | 2020年6月12日 |          |
| 第157回  | リモートワンカット紀行 第2弾                       | 2020年6月19日 |          |
| 第158回  | 番組名物キャラ“齋藤さん”の新相方探しオーディション | 2020年6月26日 |          |
| 第159回  | 「大塚家具 有明本社ショールーム」をワンカット撮影  | 2020年7月3日  |          |
| 第160回  | 「東京おもちゃ美術館」をワンカット撮影             | 2020年7月10日 |          |
| 第161回  | 「駒沢公園ハウジングギャラリー」をワンカット撮影   | 2020年7月17日 |          |
| 第162回  | 「さいたまスーパーアリーナ」をワンカット撮影       | 2020年7月24日 |          |
| 第163回  | 世田谷区「桜新町」をワンカット撮影                 | 2020年8月7日  |          |
| 第164回  | 「虎ノ門ヒルズ ビジネスタワー」をワンカット撮影    | 2020年8月14日 |          |
| 第165回  | 「川崎大師」をワンカット撮影                       | 2020年8月21日 |          |
| 第166回  | 特別編！撮影の裏側大公開ＳＰ                       | 2020年8月28日 |          |
| 第167回  | 横浜市「日吉」をワンカット撮影                     | 2020年9月4日  |          |
| 第168回  | ワンカット紀行…色んなお初SP！                      | 2020年9月11日 |          |
| 第169回  | 秋の1時間ラストに衝撃の展開SP！                    | 2020年9月18日 | 最終回   |

## ネット局
| 放送対象地域 | 放送局             | 系列           | 放送日時                     | ネット状況 | 備考     |
| ------------ | ------------------ | -------------- | ---------------------------- | ---------- | -------- |
| 日本全域     | BSテレ東           | BSデジタル放送 | 土曜 0:00 - 0:30（金曜深夜） | 制作局     | [ 注 1 ] |
| 北海道       | テレビ北海道       | テレビ東京系列 | 水曜 1:35 - 2:05（火曜深夜） | 遅れネット |          |
| 奈良県       | 奈良テレビ         | 独立局         | 月曜 10:00 - 10:30           | 遅れネット | [ 注 9 ] |
| 岩手県       | 岩手めんこいテレビ | フジテレビ系列 | 不定期                       | 遅れネット |          |

## 主に使用された楽曲
- OPタイトル　:ブレンダ・リー「One Step At a Time」
- 本編移動中　:ザ・コーデッツ「lollipop」
- 本編終盤　　:ベン・E・キング「Stand by Me」
- 撮影ウラ話　:ボビー・マクファーリン「Don't Worry, Be Happy」
- 番組提供・番宣　:Selectracks「The Way That You Move」
- EDメイキング　:ザ・ストーン・ローゼズ「This Is the One」

※番組内で楽曲使用基準が厳しく、番組で用意された楽曲以外での「店内BGM・民族音楽・流し芸人の演奏」等は、スタジオコメントともに音声をカットされて、無音のまま放送されることが多々あった。

## スタッフ
- 構成：安部裕之
- カメラ：古本春樹
- VE：箕浦耕平
- 編集：村田清和
- MA：阿世知貴彦
- 音効：松田創（Thee BLUEBEAT）
- ロゴCG：アイヴリックスタジオ
- 技術協力：ジェイ・クルー、ジーリンクスタジオ
- 機材協力：ビデオサービス
- 編成：石本順也（BSテレ東）
- 宣伝：松坂忠光（テレビ東京）
- デスク：宮崎彩（BSテレ東）
- AD：平尾春菜・井上直樹・西野遼大（以上、BEE BRAIN）
- AP：鈴木あゆみ
- ディレクター：曽我和隆、牛窪真二、井筒栄志、内山真吾、橋本崇、伊藤暁・安井紘侑・白田浩司（以上、BEE BRAIN）
- 監督：山口貴由、水主惟弘（BEE BRAIN）
- 総合演出：株木亘（テレビ東京）
- プロデューサー：中村肇・早坂香里・大平智恵（以上、BEE BRAIN）
- クリエイティブプロデューサー：伊藤隆行（テレビ東京）
- 制作協力：BEE BRAIN
- 製作：BSテレビ東京、テレビ東京